# إحياء العمارة الإستعمارية

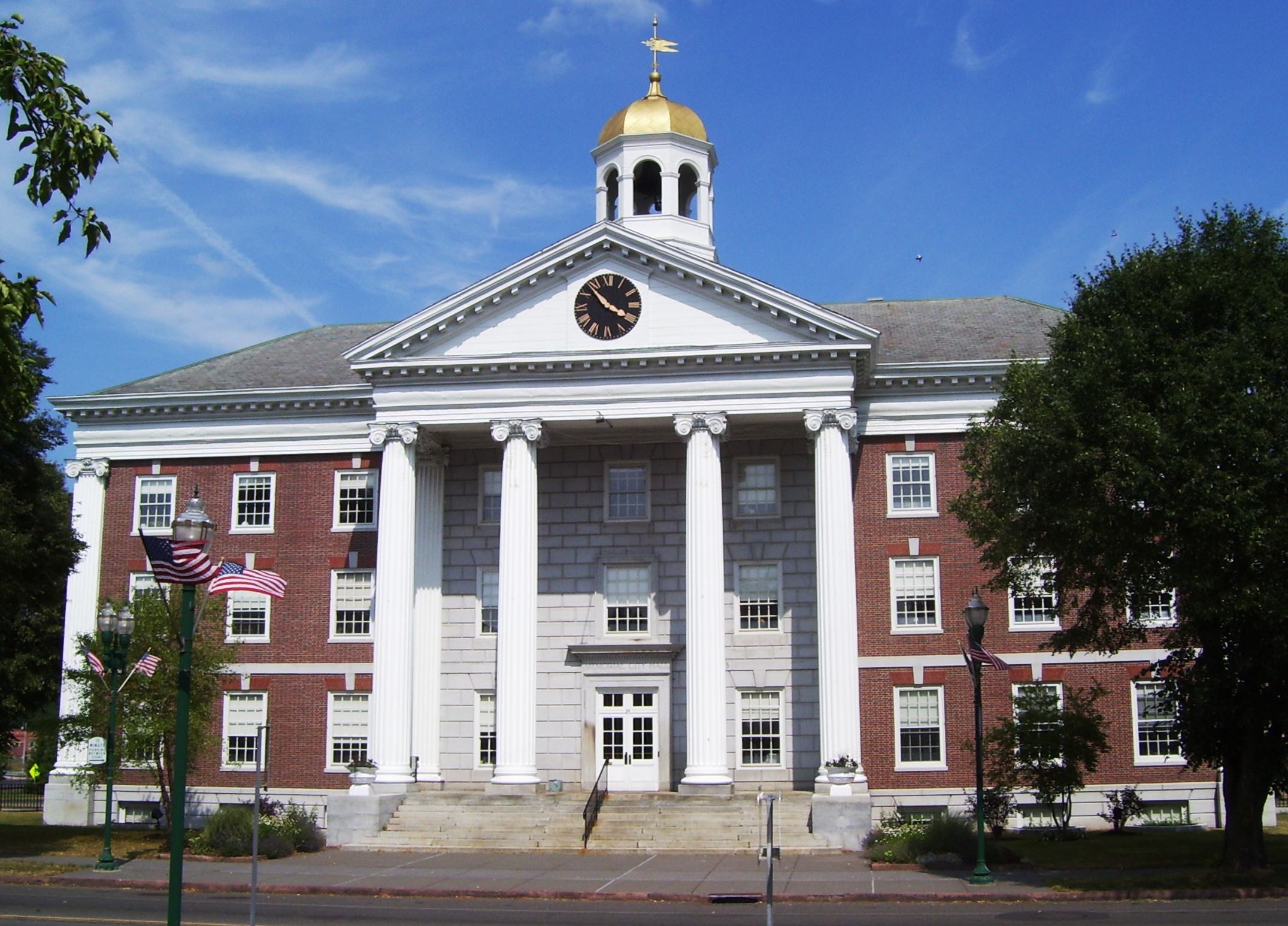
قاعة المدينة التذكارية في أوبورن، نيويورك، الولايات المتحدة. تم بناؤها عام 1930 بالطراز الإحيائي الإستعماري.

طراز الإحياء المعماري الإستعماري أو الإستعمارية الجديدة أو الإحياء الجورجي (بالإنجليزية: Colonial Revival architecture أو Neocolonial أو Georgian Revival) هو طراز معماري قومي ظهر في الولايات المتحدة في القرن التاسع عشر.  تبنى هذا الطراز كل من العمارة الجورجية و الكلاسيكية الجديدة في العمارة وتنسيق الحدائق والتصميم الداخلي.

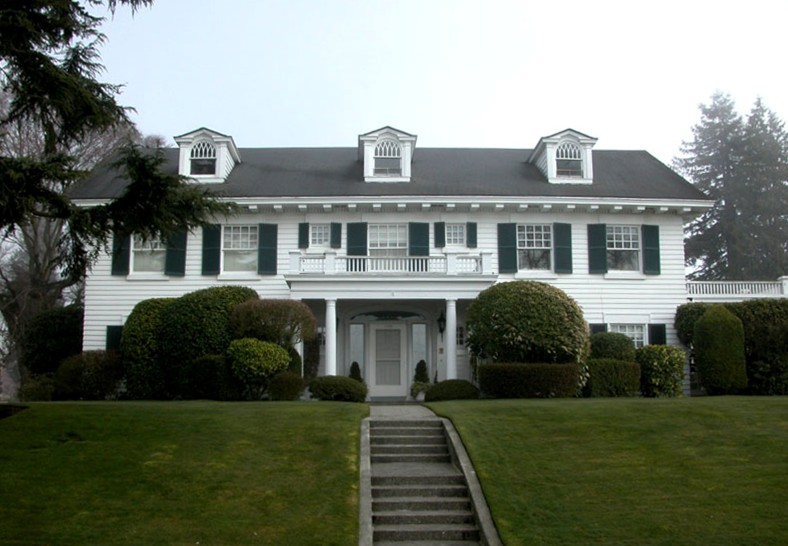
الإحياء الإستعماري بواشنطن
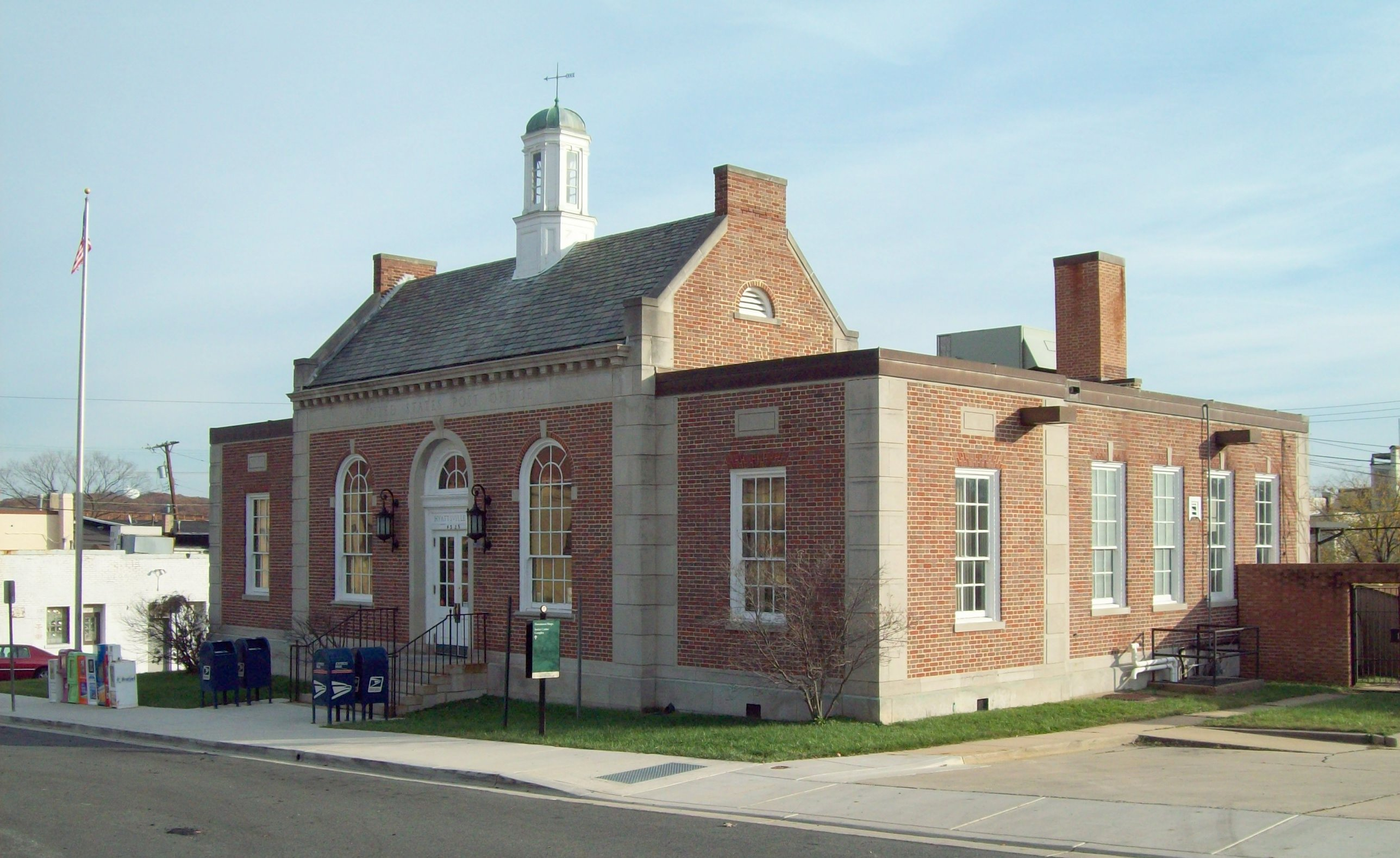
الإحياء الإستعماري في ماريلاند
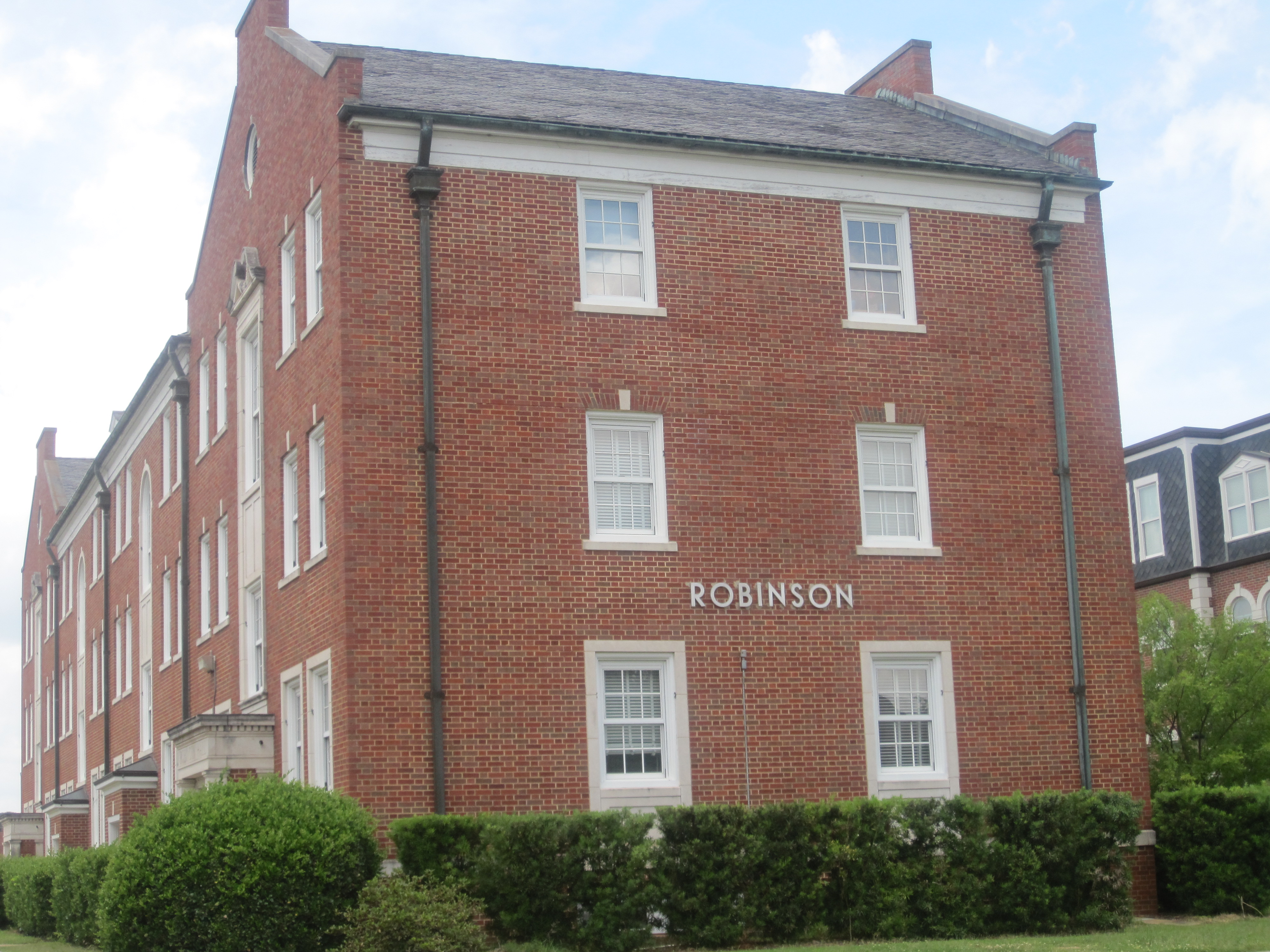
الإحياء الإستعماري في لويزيانا

## وصلات خارجية
- معرض صور لمنازل العمارة الإحيائية الإستعمارية
- نماذج عن الإحياء الإستعماري في بافالو، نيويورك
- 1876 معلومات مئوية
- الإحياء الإستعماري بمتحف في فارمنغتون، كونيتيكت